# Troicko-Pecsorszk
Troicko-Pecsorszk (oroszul: Троицко-Печорск, komi nyelven Мылдiн) városi jellegű település Oroszországban, Komiföldön, a Troicko-pecsorszki járás székhelye.
Lakossága: 7276 fő (a 2010. évi népszámláláskor).

## Fekvése
Komiföld keleti részén, a Pecsora partján, az Északi-Milva torkolatánál terül el. A komi Мылдiн név jelentése: 'Mil[va]-torkolat'. A Pecsora ezen a helyen, az Északi-Milva beömlésénél mintegy 1000 m-re kiszélesedik, de lejjebb 4-600 m-es mederben, alacsony partok között folytatja útját.
Távolsága Sziktivkartól közúton 515 km Szosznogorszkon át vagy 369 km a P-26 (R-26) jelű úton, Uszty-Kulomon át. A Kotlasz–Vorkuta vasúti fővonalról Szosznogorszknál leágazó szárnyvonal végállomása. Rendszeres autóbuszjárat köti össze Uhtával.
A településnél az 1888–2006 között mért adatok szerint a levegő évi középhőmérséklete: 1,1 °C. A januári középhőmérséklet -17,8 °C, a júliusi 16,0 °C. Az 1891–2006 között mért legalacsonyabb hőmérséklet -51,1 °C (1932. december), a legmagasabb (1915–2006) 34,5 °C (1963. június és 1972. július).

## Története
Keletkezésének időpontja bizonytalan, 1674-ben Pecsera néven már létezett. Nevét később bővítették, feltehetően az itt emelt templom nevével (Troice jelentése 'Szentháromság'), a templom helyén ma kultúrház áll. A 19. században és még a 20. század elején is a település a Pecsora-medence egyik gazdasági központjának számított. 1859-ben út épült a Vicsegda felső folyása mentén fekvő településekhez (Uszty-Kulom felé). 1864-ben megjelent a Pecsorán az első gőzhajó, de a rendszeres hajójáratok csak jóval később indultak meg. 
1946-ban bevezették a faluba a villanyt, 1953-ban szilárd burkolatú (zúzottkővel készült) közút épült Uhta és Troicko-Pecsorszk között. 1978-ban átadták a forgalomnak a Szosznogorszkból Troicko-Pecsorszkig vezető 161 km-es vasútvonalat. 
Az addigi falu 1974-ben városi jellegű település rangot kapott. Évtizedek óta időről időre felmerült egy itt létesítendő cellulóz- és papíripari kombinát terve. Talán ennek jegyében építették a vasútvonalat is, de a tervek a megvalósulásig nem jutottak el.